# Marvel Cinematic Universe/Comics
Zahlreiche Comics wurden bisher für das Marvel Cinematic Universe veröffentlicht. Einige davon wurden von Panini ins Deutsche übersetzt. Unterteilen lassen sich diese Comics in die Kategorien Preludes, Adaptionen, Inspirierte Comics und gesponserte Comics.

## Preludes
| Comic (USA) | Enthalten in deutschem Comic                                                                                                  | Veröffentlichung (USA) | Veröffentlichung (Deutschland)                                        | Zeitliche Einordnung |
| --- | --- | --- | --------------------------------------------------------------------- | --- |
| Iron Man 2: Public Identity (1-3) | Marvel Movies: Iron Man | Teil 1: 28. April 2010 Teil 2: 5. Mai 2010 Teil 3: 12. Mai 2010 | 21. Februar 2012                                                      | Zwischen Iron Man und Iron Man 2 |
| Iron Man 2: Agents of S.H.I.E.L.D. 1. Iron Man 2: Nick Fury: Director of S.H.I.E.L.D. 2. Iron Man 2: Phil Coulson: Agent of S.H.I.E.L.D. 3. Iron Man 2: Black Widow: Agent of S.H.I.E.L.D. | Marvel Movies: Iron Man | Teil 1: 23. April 2010 Teil 2: 28. April 2010 Teil 3: 5. Mai 2010 | 21. Februar 2012                                                      | Zwischen Iron Man und Iron Man 2 |
| Captain America: First Vengeance (1-8) | Marvel Movies: Captain America & Thor                                                                                         | Teil 1: 6. Februar 2011 Teil 2: 16. Februar 2011 Teil 3: 2. März 2011 Teil 4: 23. März 2011 Teil 5: 8. Juni 2011 Teil 6: 15. Juni 2011 Teil 7+8: 29. Juni 2011                            | 17. April 2012                                                        | Parallel zu Captain America: The First Avenger mit Rückblicken |
| The Avengers Prelude: Fury's Big Week (1-8) | Marvel Movies: Avengers Marvel Movie Collection: Marvel's Avengers                                                            | Teil 1: 5. Februar 2012 Teil 2: 15. Februar 2012 Teil 3: 22. Februar 2012 Teil 4: 29. Februar 2012 Teil 5: 7. März 2012 Teil 6: 14. März 2012 Teil 7: 21. März 2012 Teil 8: 28. März 2012 | Erstveröffentlichung: 22. Mai 2012 Neuauflage: 16. Juli 2019          | Parallel zu den Filmen Iron Man 2, Der unglaubliche Hulk, Thor und der Anfangs-/Endszene von Captain America: The First Avenger                                                                     |
| The Avengers Prelude: Black Widow Strikes (1-3) | Avengers: Black Widow: Der Biss der schwarzen Witwe                                                                           | Teil 1: 2. Mai 2012 Teil 2: 16. Mai 2012 Teil 3: 6. Juni 2012 | 13. September 2012                                                    | Vor Marvel’s The Avengers |
| Iron Man 3 Prelude (1-2) | Marvel Movies: Iron Man 3 Die Vorgeschichte zum Film Marvel Movie Collection: Iron Man 3                                      | Teil 1: 2. Januar 2013 Teil 2: 6. Februar 2013 | Erstveröffentlichung: 23. April 2013 Neuauflage: 6. August 2019       | Vor, während und nach Marvel’s The Avengers |
| Thor: The Dark World Prelude (1-2) | Marvel Movies: Thor 2 Die Vorgeschichte zum Film                                                                              | Teil 1: 5. Juni 2013 Teil 2: 10. Juli 2013 | 22. Oktober 2013                                                      | Vor, während und nach Marvel’s The Avengers |
| Captain America: The Winter Soldier Infinite Comic | / | 28. Januar 2014 | nie auf Deutsch erschienen                                            | Vor The Return of the First Avenger |
| Guardians of the Galaxy Prelude (1-2) | Marvel Movies: Guardians of the Galaxy Die offizielle Vorgeschichte zum Film Marvel Movie Collection: Guardians of the Galaxy | Teil 1: 2. April 2014 Teil 2: 28. Mai 2014 | Erstveröffentlichung: 12. August 2014 Neuauflage: 20. August 2019     | Vor Guardians of the Galaxy |
| Guardians of the Galaxy Prequel Infinite Comic | Marvel Movie Collection: Guardians of the Galaxy                                                                              | 1. April 2014 | 20. August 2019                                                       | Vor Guardians of the Galaxy |
| Avengers: Age of Ultron Prelude – This Scepter'd Isle | Avengers: Age of Ultron Die offizielle Vorgeschichte zum Film Marvel Movie Collection: Avengers: Age of Ultron                | 3. Februar 2015 | Erstveröffentlichung: 14. April 2015 Neuauflage: 3. September 2019    | Vor und während The Return of the First Avenger |
| Ant-Man Prelude (1-2) | Ant-Man Die offizielle Vorgeschichte zum Film                                                                                 | Teil 1: 4. Februar 2015 Teil 2: 4. März 2015 | 7. Juli 2015                                                          | Zwischen Captain America: The First Avenger und Captain Marvel |
| Ant-Man – Scott Lang: Small Time | / | 3. März 2015 | nie auf Deutsch erschienen                                            | Zwischen Marvel’s The Avengers und Iron Man 3 |
| Jessica Jones | / | 7. Oktober 2015 | nie auf Deutsch erschienen                                            | Zwischen Marvel’s Daredevil (Staffel 1) und Marvel’s Jessica Jones (Staffel 1) |
| Captain America: Civil War Prelude Infinite Comic | The First Avenger: Civil War Die offizielle Vorgeschichte zum Film Marvel Movie Collection: The First Avenger: Civil War      | 10. Februar 2016 | Erstveröffentlichung: 19. April 2016 Neuauflage: 1. Oktober 2019      | Während und nach The Return of the First Avenger |
| Doctor Strange Prelude (1-2) | Doctor Strange Die offizielle Vorgeschichte zum Film Marvel Movie Collection: Doctor Strange                                  | Teil 1: 6. Juli 2016 Teil 2: 24. August 2016 | Erstveröffentlichung: 10. Oktober 2016 Neuauflage: 17. September 2019 | Nach Thor – The Dark Kingdom |
| Doctor Strange Prelude – The Zealot | Doctor Strange Die offizielle Vorgeschichte zum Film Marvel Movie Collection: Doctor Strange                                  | 7. September 2016 | Erstveröffentlichung: 10. Oktober 2016 Neuauflage: 17. September 2019 | Vor Doctor Strange mit Rückblicken |
| Black Panther Prelude (1-2) | Black Panther Die offizielle Vorgeschichte zum Film Marvel Movie Collection: Black Panther                                    | Teil 1: 18. Oktober 2017 Teil 2: 15. November 2017 | Erstveröffentlichung: 6. Februar 2018 Neuauflage: 12. November 2019   | Nach Iron Man |
| Avengers: Infinity War Prelude (1-2) | Marvel's Avengers: Infinity War Die offizielle Vorgeschichte zum Film Marvel Movie Collection: Avenger's: Infinity War        | Teil 1: 24. Januar 2018 Teil 2: 28. Februar 2018 | Erstveröffentlichung: 17. April 2018 Neuauflage: 26. November 2019    | Teil 1: Während und Nach The First Avenger: Civil War Teil 2: Parallel zu Thor: Tag der Entscheidung mit Rückblicken                                                                                |
| Captain Marvel Prelude | Captain Marvel Die offizielle Vorgeschichte zum Film                                                                          | 14. November 2018 | 5. März 2019                                                          | Während und zwischen den Filmen Avengers: Age of Ultron, The First Avenger: Civil War und Avengers: Infinity War                                                                                    |
| Black Widow Prelude (1-2) | Black Widow Die offizielle Vorgeschichte zum Film                                                                             | Teil 1: 15. Januar 2020 Teil 2: 19. Februar 2020 | 22. Juni 2021                                                         | Parallel zum Ende von The First Avenger: Civil War mit Rückblicken auf Iron Man 2, Marvel's The Avengers, The Return of the First Avenger, Avengers: Age of Ultron und The First Avenger: Civil War |
| Eternals: The 500 Year War (1-7) | / | 12. Januar 2022 | nie auf Deutsch erschienen                                            | Vor Captain America: The Fist Avenger |
| Your Friendly Neighborhood Spider-Man (1-5) | Der freundliche Spider-Man aus der Nachbarschaft (1-2)                                                                        | Teil 1: 11. Dezember 2024 Teil 2: 15. Januar 2025 Teil 3: 19. Februar 2025 Teil 4: 26. März 2025 Teil 5: 23. April 2025                                                                   | Teil 1: 10. Juni 2025 Teil 2: 12. August 2025                         | Vor Der freundliche Spider-Man aus der Nachbarschaft (Staffel 1) |
| The Fantastic Four: First Steps | / | 2. Juli 2025 | nie auf Deutsch erschienen                                            | Vor The Fantastic Four: First Steps |

## Adaptionen
| Comic (USA)                                         | Enthalten in deutschem Comic                                                                                             | Veröffentlichung (USA)                                                                             | Veröffentlichung (Deutschland)                                      | Adaption von:                                             |
| --------------------------------------------------- | --- | -------------------------------------------------------------------------------------------------- | ------------------------------------------------------------------- | --------------------------------------------------------- |
| Iron Man: I Am Iron Man! (1-2)                      | Ich bin Iron Man | Teil 1: 27. Januar 2010 Teil 2: 24. Februar 2010                                                   | 4. Mai 2010                                                         | Iron Man                                                  |
| Iron Man 2 Adaptation (1-2)                         | Marvel Movies: Iron Man 3 Die Vorgeschichte zum Film Marvel Movie Collection: Iron Man 3                                 | Teil 1: 7. November 2012 Teil 2: 5. Dezember 2012                                                  | Erstveröffentlichung: 23. April 2013 Neuauflage: 6. August 2019     | Iron Man 2                                                |
| Thor Adaptation (1-2)                               | Marvel Movies: Thor 2 Die Vorgeschichte zum Film                                                                         | Teil 1: 16. Januar 2013 Teil 2: 20. Februar 2013                                                   | 22. Oktober 2013                                                    | Thor                                                      |
| Captain America: The First Avenger Adaptation (1-2) | / | Teil 1: 6. November 2013 Teil 2: 11. Dezember 2013                                                 | nie auf Deutsch erschienen                                          | Captain America: The First Avenger                        |
| The Avengers Adaptation (1-2)                       | Avengers: Age of Ultron Die offizielle Vorgeschichte zum Film Marvel Movie Collection: Avengers: Age of Ultron           | Teil 1: 24. Dezember 2014 Teil 2: 7. Januar 2015                                                   | Erstveröffentlichung: 14. April 2015 Neuauflage: 3. September 2019  | Marvel's The Avengers                                     |
| Captain America: Civil War Prelude (1-4)            | The First Avenger: Civil War Die offizielle Vorgeschichte zum Film Marvel Movie Collection: The First Avenger: Civil War | Teil 1: 16. Dezember 2015 Teil 2: 30. Dezember 2015 Teil 3: 6. Januar 2016 Teil 4: 27. Januar 2016 | Erstveröffentlichung: 19. April 2016 Neuauflage: 1. Oktober 2019    | Iron Man 3 The Return of the First Avenger                |
| Guardians of the Galaxy Vol. 2 Prelude (1-2)        | Guardians of the Galaxy Vol. 2 Die offizielle Vorgeschichte zum Film                                                     | Teil 1: 4. Januar 2017 Teil 2: 1. Februar 2017                                                     | 18. April 2017                                                      | Guardians of the Galaxy                                   |
| Spider-Man: Homecoming Prelude (1-2)                | Spider-Man: Homecoming Die offizielle Vorgeschichte zum Film Marvel Movie Collection: Spider-Man: Homecoming             | Teil 1: 1. März 2017 Teil 2: 5. April 2017                                                         | Erstveröffentlichung: 4. Juli 2017 Neuauflage: 2. Juli 2019         | The First Avenger: Civil War (Aus Sicht von Peter Parker) |
| Thor: Ragnarok Prelude (1-4)                        | Thor: Tag der Entscheidung Die offizielle Vorgeschichte zum Film Marvel Movie Collection: Thor: Tag der Entscheidung     | Teil 1: 5. Juli 2017 Teil 2: 19. Juli 2017 Teil 3: 2. August 2017 Teil 4: 16. August 2017          | Erstveröffentlichung: 10. Oktober 2017 Neuauflage: 15. Oktober 2019 | Der unglaubliche Hulk Thor – The Dark Kingdom             |
| Ant-Man and the Wasp Prelude (1-2)                  | Ant-Man & the Wasp Die offizielle Vorgeschichte zum Film                                                                 | Teil 1: 7. März 2018 Teil 2: 4. April 2018                                                         | 17. Juli 2018                                                       | Ant-Man                                                   |
| Avengers: Endgame Prelude (1-3)                     | Avengers: Endgame Die offizielle Vorgeschichte zum Film                                                                  | Teil 1: 5. Dezember 2018 Teil 2: 9. Januar 2019 Teil 3: 20. Februar 2019                           | 16. April 2019                                                      | Avengers: Infinity War                                    |
| Spider-Man: Far From Home Prelude (1-2)             | Spider-Man: Far From Home Die offizielle Vorgeschichte zum Film                                                          | Teil 1: 27. März 2019 Teil 2: 24. April 2019                                                       | 2. Juli 2019                                                        | Spider-Man: Homecoming                                    |

## Inspiriert
| Comic (USA)                                        | Enthalten in deutschem Comic                            | Veröffentlichung (USA) | Veröffentlichung (Deutschland)                                 | Canon       | Zeitliche Einordnung                                                                      |
| -------------------------------------------------- | ------------------------------------------------------- | --- | -------------------------------------------------------------- | ----------- | ----------------------------------------------------------------------------------------- |
| Iron Man: Fast Friends (1-2)                       | /                                                       | Teil 1: 17. September 2008 Teil 2: 30. September 2008 | nie auf Deutsch erschienen                                     |             | Vor und während Iron Man                                                                  |
| The Incredible Hulk: The Fury Files (1-2)          | /                                                       | Teil 1: 9. Oktober 2008 Teil 2: 15. Oktober 2008 | nie auf Deutsch erschienen                                     |             | Vor Iron Man                                                                              |
| Nick Fury: Spies Like Us                           | /                                                       | 3. Dezember 2008 | nie auf Deutsch erschienen                                     |             | Zwischen Captain America: The First Avenger und Captain Marvel                            |
| Captain America & Thor: Avengers!                  | Marvel Movies: Captain America & Thor                   | 6. Juli 2011 | 17. April 2012                                                 | nicht Canon | /                                                                                         |
| The Avengers: The Avengers Initiative              | Offizielles Film-Special: Marvel's The Avengers         | 2. Mai 2012 | 18. April 2012                                                 |             | Vor Marvel’s The Avengers mit Rückblicken                                                 |
| Iron Man: The Coming of the Melter                 | /                                                       | 1. Mai 2013 | nie auf Deutsch erschienen                                     |             | Vor Iron Man 3                                                                            |
| Thor: Crown of Fools                               | Thor – Wölfe des Nordens                                | 30. Oktober 2013 | 20. Juni 2014                                                  |             | Vor Thor – The Dark Kingdom                                                               |
| Captain America: Homecoming                        | /                                                       | 26. März 2014 | nie auf Deutsch erschienen                                     |             | Vor The Return of the First Avenger                                                       |
| Guardians of the Galaxy: Galaxy's Most Wanted      | Guardians of the Galaxy 6: In der Höhle des Löwen       | 2. Juli 2014 | 11. August 2015                                                |             | Vor Guardians of the Galaxy                                                               |
| Avengers: Operation HYDRA                          | Mein Erster Comic: Avengers                             | 22. April 2015 | 12. Februar 2019                                               |             | Vor Avengers: Age of Ultron                                                               |
| Ant-Man: Larger Than Life                          | Ant-Man und Wasp                                        | 24. Juni 2015 | 07. Februar 2023                                               |             | Zwischen Captain America: The First Avenger und Captain Marvel                            |
| Avengers: Age of Ultron Episode 0                  | /                                                       | 1. Juli 2015 | nie auf Deutsch erschienen                                     | nicht Canon | /                                                                                         |
| Captain America: Road to War                       | /                                                       | 20. April 2016 | nie auf Deutsch erschienen                                     |             | Zwischen Ant-Man und The First Avenger: Civil War                                         |
| Doctor Strange: Mystic Apprentice                  | Doctor Strange 5: Der Talentierte Mr. Misery            | 26. Oktober 2016 | Erstveröffentlichung: 30. Januar 2018 Neuauflage: 14. Mai 2022 |             | Während Doctor Strange                                                                    |
| Doctor Strange: Episode 0                          | /                                                       | 22. November 2016 | nie auf Deutsch erschienen                                     | nicht Canon | Vor Doctor Strange                                                                        |
| Doctor Strange                                     | /                                                       | Teil 1: 6. Dezember 2016 Teil 2: 13. Dezember 2016 Teil 3: 20. Dezember 2016 Teil 4: 27. Dezember 2016 Teil 5: 3. Januar 2017 Teil 6: 10. Januar 2017 Teil 7: 17. Januar 2017 Teil 8: 24. Januar 2017 Teil 9: 31. Januar 2017 Teil 10: 7. Februar 2017 Teil 11: 14. Februar 2017 Teil 12: 21. Februar 2017 Teil 13: 28. Februar 2017 Teil 14: 7. März 2017 Teil 15: 15. März 2017 Teil 16: 21. März 2017 Teil 17: 28. März 2017 | nie auf Deutsch erschienen                                     | nicht Canon | Teil 1–8: Vor Doctor Strange und Doctor Strange: Episode 0 Teil 9–17: Nach Doctor Strange |
| Cloak of Levitation Goes Out                       | /                                                       | Januar 2017 | nie auf Deutsch erschienen                                     | nicht Canon | Nach Doctor Strange                                                                       |
| The Guardians of the Galaxy: Remix Special 4-Frame | /                                                       | Teil 1: 28. April 2017 Teil 2: 1. Mai 2017 Teil 3: 1. Mai 2017 Teil 4: 4. Mai 2017 Teil 5: 7. Mai 2017 Teil 6: 10. Mai 2017 Teil 7: 13. Mai 2017 Teil 8: 16. Mai 2017 Teil 9: 16. Mai 2017 Teil 10: 19. Mai 2017 Teil 11: 22. Mai 2017 Teil 12: 25. Mai 2017 | nie auf Deutsch erschienen                                     | nicht Canon | /                                                                                         |
| Spider-Man: Master Plan                            | Spider-Man Homecoming – Das offizielle Magazin zum Film | 5. Juli 2017 | 13. Juli 2017                                                  |             | Vor Spider-Man: Homecoming                                                                |
| Spider-Man: Homecoming: School of Shock            | /                                                       | 17. Oktober 2017 | nie auf Deutsch erschienen                                     |             | Nach Spider-Man: Homecoming                                                               |
| Doodlepool                                         | /                                                       | 30. September 2024 | nie auf Deutsch erschienen                                     |             | /                                                                                         |
| Kahhori: Reshaper of Worlds                        | /                                                       | 6. November 2024 | nie auf Deutsch erschienen                                     |             | Nach What If…? (Staffel 2)                                                                |

## Gesponserte Comics
Alle Comics dieser Kategorie wurden nur auf Englisch veröffentlicht:
| Comic                                             | Veröffentlichung   | Sponsor                  | Canon       | Zeitliche Einordnung |
| ------------------------------------------------- | ------------------ | ------------------------ | ----------- | --- |
| Iron Man: The Price of Doing Business             | 2. Mai 2008        | SEGA                     | nicht Canon | / |
| Iron Man: Security Measures                       | 30. September 2008 | Walmart                  |             | Während Iron Man |
| Iron Man 2: Forewarned is Four-Armed!             | 5. Oktober 2008    | Daily Mirror             | nicht Canon | / |
| The Incredible Hulk: The Big Picture              | 21. Oktober 2008   | Walmart                  |             | Vor Iron Man |
| Iron Man: Limited Edition                         | Mai 2010           | LG                       |             | Zwischen Iron Man und Iron Man 2                                                                                         |
| Iron Man 2: Security Breach                       | 1. April 2010      | Target                   |             | Zwischen Iron Man und Iron Man 2                                                                                         |
| Iron Man: Will Online Evils Prevail?              | 10. April 2010     | Norton                   |             | Zwischen Iron Man und Iron Man 2                                                                                         |
| Iron Man Royal Purple Custom Comic                | 30. November 2010  | Royal Purple             |             | Zwischen Iron Man und Iron Man 2                                                                                         |
| Iron Man 2: Fist of Iron                          | 1. Februar 2011    | Audi                     |             | Zwischen Iron Man und Iron Man 2                                                                                         |
| Thor, The Mighty Avenger (1-4)                    | 1. Mai 2011        | Burger King              |             | Vor Captain America: The First Avenger                                                                                   |
| Thor: Rescue                                      | 12. Mai 2011       | Dr. Pepper               |             | Vor Captain America: The First Avenger                                                                                   |
| Captain America: Evil Lurks Everywhere            | 18. Juli 2011      | Norton                   |             | Nach Captain America: The First Avenger                                                                                  |
| The Avengers: Iron Man Mark VII                   | 10. April 2012     | Colantotte               |             | Vor Marvel’s The Avengers                                                                                                |
| Agents of S.H.I.E.L.D.: The Chase                 | 24. Juli 2014      | Lexus                    |             | Zwischen Marvel’s Agents of S.H.I.E.L.D. (Staffel 1, Folge 12) und Marvel’s Agents of S.H.I.E.L.D. (Staffel 1, Folge 13) |
| The Avengers: Cutting Edge                        | 31. Mai 2015       | Gillette                 | nicht Canon | / |
| The Avengers: King of the Road                    | 17. April 2016     | Audi                     | nicht Canon | / |
| Guardians of the Galaxy: EcoSport Adventure       | 14. April 2017     | Ford                     | nicht Canon | / |
| Spider-Man: Homecoming: Fight or Flight           | 13. Juli 2017      | Toys „R“ Us              |             | Nach Spider-Man: Homecoming                                                                                              |
| Spider-Man: Homecoming: Morning Rush (1-2)        | 13. Juli 2017      | Post Foods               |             | Nach Spider-Man: Homecoming                                                                                              |
| Spider-Man: Far From Home - Got To Hand it To Him | 28. Juni 2019      | Kellogg's Dollar General |             | Vor Avengers: Infinity War                                                                                               |
| Spider-Man: Far From Home - Them's The Brakes     | 1. Juli 2019       | Kellogg's                |             | Vor Avengers: Infinity War                                                                                               |